# Sugita Hisajo
Sugita Hisajo (jap. 杉田 久女; * 30. Mai 1890 in Kagoshima; † 21. Januar 1946), eigentlich Sugita Hisa (杉田 久), war eine japanische Haiku-Dichterin der Meiji-, Taishō- und Shōwa-Zeit.

## Leben
Sugita Hisajo wurde am 30. Mai 1890 als dritte Tochter des hohen Staatsbeamten Akahori Renzō (赤堀 廉蔵) und dessen Frau Sayo (さよ) in Kagoshima geboren. Durch Versetzung des Vaters zog die Familie nach Naha auf Okinawa und Taipeh auf Formosa.
1908 besuchte sie die Ochanomizu-Oberschule (heute Ochanomizu-Universität) in Tōkyō. Während dieser Zeit zog auch die Familie nach Tōkyō. 1909 heiratete sie den an der damaligen Kokura-Mittelschule beschäftigten Kunstlehrer und Kunstmaler Sugita Unai (杉田 宇内) und zog mit diesem nach Kokura (heute ein Teil von Kitakyūshū, Präfektur Fukuoka), wo er angestellt war.
1911 wurde ihre erste Tochter Masako (昌子) geboren, die später als die Haiku-Dichterin Ishi Masako (石 昌子) bekannt wurde.
1916 wohnte ihr Bruder Akahori Getsuken (青堀 月蟾) bei ihr, der auch Haiku-Dichter war und sie in die Haiku-Dichtung einführte. Bis zu dieser Zeit wollte Hisajo noch Romanschriftstellerin werden. Sie begann, Haiku für die Zeitschrift Hototogisu, gegründet von Masaoka Shiki, herausgegeben von Takahama Kyoshi, zu schreiben. Den ersten Haiku veröffentlichte sie in der Januarausgabe des Jahres 1917. Im Mai traf sie auf der Haiku-Versammlung im Hause der Iishima Misako (飯島 みさ子) erstmals Takahama Kyoshi.
1922 ließen sie und ihr Mann sich taufen und traten zum Christentum über.
1932 gründete sie die Zeitschrift Hanagoromo (花衣) und wurde deren Chefredakteurin. Doch schon nach der fünften Ausgabe musste der Druck eingestellt werden. 1934 wurde sie gemeinsam mit Nakamura Teijo, Takeshita Shizunojo und anderen in den Autorenkreis der Hototogisu aufgenommen.
1936 wurde sie von Kyoshi wieder vom Kreis der Hototogisu-Zeitschrift ausgeschlossen, doch auch danach veröffentlichte sie darin noch Haiku.
Durch die Nahrungsmittelknappheit nach dem Pazifischen Kriege erlitt sie eine Ernährungsstörung, die eine Nierenkrankheit hervorrief und am 21. Januar 1946 im Sanatorium in Dazaifu zum Tode Sigita Hisajos führte. Sie wurde 57 Jahre alt.
Ihre letzte Ruhe fand sie auf dem Familienfriedhof des Hauses Sugita im Dorf Obara, Landkreis Nishikamo, Präfektur Aichi (heute: Matsuna, Toyota). 1957 wurde sie auf den Friedhof der Familie Akahori umgebettet. Die Grabinschrift Hisajo no haka (久女の墓, dt. „Hisajos Grab“) wurde auf Bitte der ältesten Tochter Masako von Takahama Kyoshi ausgeführt.

## Werke in deutscher Übersetzung
- Der Herbst ist da. Zweisprachige Ausgabe: Japanisch/Deutsch. Aus dem Japanischen übertragen von Fumie Miyata, Calambac Verlag, Saarbrücken 2019, ISBN 978-3-943117-06-6.